# Spilit

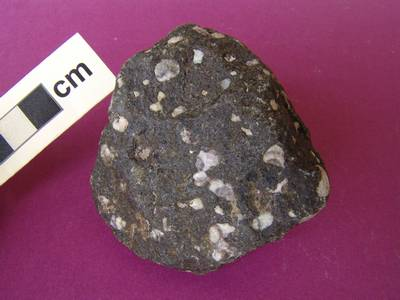
Spilit

Spilit (griechisch σπιλάς (spilás) – Fels) ist eine Sammelbezeichnung für basische magmatische Gesteine, die vor allem durch Metasomatose aus ozeanischem Basalt entstehen. Der Begriff wurde 1827 von Alexandre Brongniart in die geologische Literatur eingeführt.
Die International Union of Geological Sciences definiert in ihren aktuellen Empfehlungen zur Nomenklatur metamorpher Gesteine Spilit als einen alterierten, sauren bis intermediären Vulkanit oder Subvulkanit, bei dem die Feldspatkomponente ganz oder teilweise als Albit vorliegt und typischerweise von Chlorit, Calcit, Epidot, Quarz, Prehnit oder anderen Mineralphasen, wie sie für niedrigtemperierte hydrothermale Bedingungen bekannt sind, begleitet wird. Dabei ist bedeutsam, dass die strukturellen Merkmale des ursprünglichen vulkanischen Gesteins erhalten bleiben.

## Gesteinsbeschreibung
Spilite ähneln den Basalten in Aussehen und Gestalt, die Unterschiede zu diesem sind erst unter dem Mikroskop am Dünnschliff zu erkennen. Sie sind von graugrüner, grünlicher oder rötlich-brauner Farbe und haben einen meist überdurchschnittlichen Gehalt an CaO und Na2O. Häufig sind Überreste von Fließgefügen oder Kissenstrukturen (Pillow-Lava) erhalten, das Gestein ist von calcitgefüllten Adern durchzogen und weist Hohlräume auf, die mit Mineralen wie Calcit gefüllt sind.
Charakteristisch für Spilite sind Albit und Chlorit, typische weitere Minerale sind Aktinolith, Titanit, Carbonate, Eisenoxidminerale, Epidot, Prehnit, Laumontit und reliktische Pyroxene.

## Entstehung
Nach der ersten wissenschaftlichen Beschreibung von Spiliten vor über 180 Jahren als Pillow-Lava in Ophiolithen wurde aufgrund der besonderen Zusammensetzung dieser Gesteine lange Zeit angenommen, dass sie aus einem besonderen spilitischen Magma entstanden seien. Andere Erklärungen gingen davon aus, dass wässrige Restlösungen eines Magmas zur Umwandlung der vorhandenen Minerale geführt haben.
Wegen der Ähnlichkeit der chemischen Zusammensetzung zwischen Basalten und Spiliten, und dem Vorkommen von offensichtlich den Basalten eigenen Kissenstrukturen wurden jedoch Umwandlungsvorgänge in der Petrologie als Erklärung für die Entstehung von Spiliten aus Basalten zunehmend bevorzugt, zumal die den Spiliten eigenen Minerale sämtlich durch niedriggradige Metamorphose entstanden sind.
Die Umwandlung von Basalten in Spilite ist nach heutigem Wissensstand auf Stoffaustauschvorgänge zurückzuführen, die in der Nähe ozeanischer Rifts wie etwa dem Mittelatlantischen Rücken  infolge der Zirkulation heißen Meereswassers in den Gesteinen des Ozeanbodens ablaufen. Einige Spilitvorkommen werden darüber hinaus durch eine niedriggradige Regionalmetamorphose oder hydrothermale Alteration erklärt.
Die Ausgangsgesteine der Spilite sind Basalte mit hohem Wassergehalt, schwach metamorphe Diabase oder andere basische Magmatite. Eine Anchimetamorphose – eine Vorstufe der Metamorphose – führt zur Umwandlung des originalen Mineralbestandes, vor allem der Plagioklase, so dass es zu einer Vorherrschaft von Albit und Chlorit kommt.

## Vorkommen
An Land sind Spilite heute in Ophiolithkomplexen und ursprünglich im Ozean entstandenen vulkanischen Gesteinsserien zu finden. Aufgrund der bei der Bildung dieser Komplexe herrschenden Druck- und Temperaturbedingungen können Spilite in komplizierter Weise überprägt sein. Weiter finden sich Spilite in so genannten subsequenten oder finalen magmatischen Serien, die gegen Ende einer Gebirgsbildung entstanden sind.
Spilite finden sich in zahlreichen Vorkommen auf der ganzen Welt, zum Beispiel 
- in der Prager Mulde in den präkambrischen Schichten der Spilitserie
- in der Lahnmulde im Rheinischen Schiefergebirge[6]
- im Verrucano des Perms in den Alpen[1]
- im Motton-Spilite in Tasmanien[7]
- in den Ophiolithen des Oman[8]
- im Dekkan-Trapp Indiens[8]